# Eugen Haugland
Eugen Haugland (Karl Eugen Haugland; * 12. Juli 1912 in Stavanger; † 21. Oktober 1990 in Haugesund) war ein norwegischer Dreispringer.
Bei den Olympischen Spielen 1936 in Berlin kam er auf den 14. Platz. 1946 wurde er Vierter bei den Leichtathletik-Europameisterschaften in Oslo.
Siebenmal wurde er Norwegischer Meister im Dreisprung (1931, 1933–1937, 1948) und einmal im Weitsprung (1933).
Seine Enkelin ist die Hochsprung-Weltmeisterin Hanne Haugland.

## Persönliche Bestleistungen
- Weitsprung: 7,29 m, 16. August 1936, Haugesund
- Dreisprung: 15,23 m, 13. August 1938, Haugesund